# Главная редакция Туркменской советской энциклопедии
Главная редакция Туркменской советской энциклопедии (туркм. Түркмен совет энциклопедиясының баш редакциясы) — советское туркменское научное издательство в Ашхабаде, занимавшееся изданием Туркменской советской энциклопедии.

## История
Создана 12 февраля 1969 года постановлением Центрального комитета Коммунистической партии Туркменистана и Совета министром Туркменской ССР № 57.
20 октября 1974 года в соответствии с решением Госкомиздата Туркменской ССР передана издательству «Туркменистан». 16 мая 1977 года постановлением Совета министров Туркменской ССР № 208 вновь выделена в самостоятельное учреждение.
По состоянию на 1984 год в состав редакции входило 14 отраслевых редакций и вспомогательных отделений; в редакции работали 80 сотрудников, из которых 1 доктор наук и 7 кандидатов наук.

## Выпущенные издания
- Туркменская советская энциклопедия (10 томов, 1974—1989, на туркменском языке)
- Энциклопедический справочник «Туркменская ССР» (1 том, 1983, на туркменском языке)
- Энциклопедический справочник «Туркменская ССР» (1 том, 1984, на русском языке)